# Вольдінське сільське поселення
Во́льдінське сільське поселення (рос. Вольдинское сельское поселение) — муніципальне утворення у складі Усть-Куломського району Республіки Комі, Росія. Адміністративний центр — село Вольдіно.

## Населення
Населення — 888 осіб (2017, 983 у 2010, 1209 у 2002, 1335 у 1989).

## Склад
До складу поселення входять такі населені пункти:
| Населений пункт | Населення, осіб (1989) | Населення, осіб (2002) | Населення, осіб (2010) |
| --------------- | ---------------------- | ---------------------- | ---------------------- |
| Вольдіно, село  | 306                    | 375                    | 256                    |
| Пузла, присілок | 392                    | 330                    | 317                    |
| Ягкедж, селище  | 637                    | 504                    | 410                    |